# The Shouting End of Life
| Medium    | Rating | Kritiker              |
| --------- | --- | --------------------- |
| Allmusic  | Sternsymbol · Sternsymbol · Sternsymbol · Sternsymbol · Sternsymbol                                                                       | Alex Henderson        |
| Rock Hard | Sternsymbol · Sternsymbol · Sternsymbol · Sternsymbol · Sternsymbol · Sternsymbol · Sternsymbol · Sternsymbol · Sternsymbol · Sternsymbol | Wolf-Rüdiger Mühlmann |

The Shouting End of Life ist ein Musikalbum der britischen Folk-Rock-Band Oysterband, das 1995 veröffentlicht wurde. Es erreichte Platz 96 der britischen Charts und war somit bis zur Veröffentlichung von Ragged Kingdom im Jahr 2011 das einzige Album der Band, das sich in den Top 100 platzieren konnte.

## Hintergründe
The Shouting End of Life gilt als härtestes Album der Oysterband, obwohl es dennoch eindeutig dem Folk-Rock zuzuordnen ist. Außerdem nimmt die Band auf diesem Album recht deutlich Stellung zu politischen Themen, wie z. B. den Folgen des Thatcherismus.
Richard Dansky bezeichnet The Shouting End of Life als „wütend, aggressiv und, am allermeisten, laut“ und Alex Henderson vom Allmusicguide meint, dass sich viele Songs gleichermaßen auf Punk als auch auf keltische Musik (dieses Mal stärker als auf britischen Folk) stützen und dadurch an die Vitalität der besten Arbeiten der Pogues erinnern.
Obwohl Long Dark Street als erste Single-Auskopplung ausgewählt wurde, sind andere Lieder des Albums wesentlich populärer, speziell die zweite Single Everywhere I Go, der Titelsong, Blood-Red Roses und By Northern Light, die allesamt fixe Bestandteile eines Oysterband-Konzerts sind, sowie Put Out the Lights, das üblicherweise das Ende eines Konzerts markiert.
Die drei letztgenannten Lieder wurden im Jahr 2008 auch in akustischen Versionen für das Album The Oxford Girl And Other Stories zum 30. Jubiläum der Band neu aufgenommen.

## Titelliste
1. We’ll Be There (Telfer, Jones, Prosser) – 3:22
2. Blood-Red Roses (Telfer, Prosser) – 4:06
3. Jam Tomorrow (Telfer, Jones, Prosser) – 4:10
4. By Northern Light (Telfer, Jones, Prosser, Chopper) – 3:47
5. The Shouting End of Life (Telfer, Jones, Prosser) – 3:26
6. Long Dark Street (Telfer, Jones, Prosser) – 3:48
7. Our Lady of the Bottles (Telfer, Jones, Prosser) – 3:07
8. Everywhere I Go (Telfer, Jones, Prosser) – 3:48
9. Put Out the Lights (Telfer, Prosser) – 3:34
10. Voices (Telfer, Jones, Prosser, Chopper) – 4:42
11. Lovers In A Dangerous Time (Bruce Cockburn)* – 2:52
12. Don’t Slit Your Wrists for Me (Telfer, Jones, Prosser)* – 3:46
13. The World Turned Upside Down (Leon Rosselson)* – 3:03

Anmerkungen:
- Lovers In A Dangerous Time: Bonus-Track der USA / Kanada-Edition
- Don’t Slit Your Wrists for Me: mit Gastsängerin Linda Duggan
- The World Turned Upside Down: produziert von Alaric Neville in Aosis, London
- Weitere Gast-Musiker: Sarah Allen (Whistle), Kathryn Tickell (Northumbrian Pipes), Chris Batchelor und Expensive Mustapha (beide Trompeten).